# Mágneses monopólus
A mágneses monopólus a sztatikus elektromossággal analóg módon elképzelt leírása a mágnesességnek. Eszerint az elektromos töltéshez hasonlóan olyan részecske, amelyik csak az egyik „mágneses pólust” hordozza. A mágneses monopólus utáni kutatás napjainkban is folyik.

## Elektromos töltésű egypólusok és mágneses dipólusok a természetben
Közismert, hogy az elektromos töltések kétfélék lehetnek: pozitívok vagy negatívok. A töltés legkisebb természeti egysége az elektron töltése. A töltések bizonyos helyzetben párokba rendezetten szerepelhetnek, és ilyenkor dipólusról beszélünk.
Ugyancsak köztudott, hogy a mágnesek dipólusok alakjában találhatók meg a természetben, de töltések mozgása során is keletkezik mágneses tér. A mágneses dipólus elvileg egy-egy ellentétes töltésű „mágneses töltés” dipólusa, de a természetben eddig mágneses monopólusokat nem találtak. Az elektromágnesség törvényeit összefoglaló Maxwell-egyenletek is a pólusokban is megtalálható elektromos és a dipólusokban, ill. áramok által keltett mágneses térként megjelenő mágnességről szólnak.
Ma tehát úgy tudjuk, hogy a „mágneses töltések” nem válnak szét, és nem is választhatók szét. Ennek legegyszerűbb fizikai kísérlete az, ha egy mágnesrudat kettétörünk. Az így kettétört mágnesrúdból soha nem lesz külön csak északi és külön csak déli mágnességű rúd, a rúddarab minden kettétörésnél továbbra is kétpólusú lesz.

## A Maxwell-egyenletek szimmetriája
Bár a hétköznapi életben nem találkozunk mágneses egypólusokkal (monopólusokkal) a lehetőség már régóta megfogalmazódott a fizikusokban, és nem is csak az elektromos töltés analógiájára. Az elektrodinamika jelenségeit összefoglaló Maxwell-egyenletek szimmetriája ugyanis szépen helyreállna akkor, ha mágneses egypólusok is léteznének.
A mágneses monopólusok esetére kiterjesztett Maxwell-egyenletek cgs rendszerben a következők lesznek:
| Név                                                                              | Mágneses monopólus nélkül | Mágneses monopólussal |
| -------------------------------------------------------------------------------- | --- | --- |
| Gauss-törvény:                                                                   | {\displaystyle \nabla \cdot \mathbf {E} =4\pi \rho _{e}}                                                                                | {\displaystyle \nabla \cdot \mathbf {E} =4\pi \rho _{e}}                                                                                 |
| Gauss-törvény a mágnességre:                                                     | {\displaystyle \nabla \cdot \mathbf {B} =0}                                                                                             | {\displaystyle \nabla \cdot \mathbf {B} =4\pi \rho _{m}}                                                                                 |
| Faraday-törvény az indukcióra:                                                   | {\displaystyle -\nabla \times \mathbf {E} ={\frac {1}{c}}{\frac {\partial \mathbf {B} }{\partial t}}}                                   | {\displaystyle -\nabla \times \mathbf {E} ={\frac {1}{c}}{\frac {\partial \mathbf {B} }{\partial t}}+{\frac {4\pi }{c}}\mathbf {j} _{m}} |
| Ampère-törvény (Maxwell-kiterjesztéssel):                                        | {\displaystyle \nabla \times \mathbf {B} ={\frac {1}{c}}{\frac {\partial \mathbf {E} }{\partial t}}+{\frac {4\pi }{c}}\mathbf {j} _{e}} | {\displaystyle \nabla \times \mathbf {B} ={\frac {1}{c}}{\frac {\partial \mathbf {E} }{\partial t}}+{\frac {4\pi }{c}}\mathbf {j} _{e}}  |
| Megjegyzés: Az egyenletek dimenziónélküli formájához a c szorzóit kell elhagyni. | | |

A Lorentz-erő pedig
{\displaystyle \mathbf {F} =q_{e}\left(\mathbf {E} +{\frac {\mathbf {v} }{c}}\times \mathbf {B} \right)+q_{m}\left(\mathbf {B} -{\frac {\mathbf {v} }{c}}\times \mathbf {E} \right).}
Ugyanezek az egyenletek kissé másként alakulnak az SI rendszerben.
| Név                           | Mágneses monopólus nélkül | Weber konvencióval | Ampere•méter konvenciójával |
| ----------------------------- | --- | --- | --- |
| Gauss-törvény                 | {\displaystyle \nabla \cdot \mathbf {E} =\rho _{e}/\epsilon _{0}}                                                                    | {\displaystyle \nabla \cdot \mathbf {E} =\rho _{e}/\epsilon _{0}} | {\displaystyle \nabla \cdot \mathbf {E} =\rho _{e}/\epsilon _{0}} |
| Gauss-törvény mágnességre     | {\displaystyle \nabla \cdot \mathbf {B} =0}                                                                                          | {\displaystyle \nabla \cdot \mathbf {B} =\rho _{m}} | {\displaystyle \nabla \cdot \mathbf {B} =\mu _{0}\rho _{m}} |
| Faraday-törvény az indukcióra | {\displaystyle -\nabla \times \mathbf {E} ={\frac {\partial \mathbf {B} }{\partial t}}}                                              | {\displaystyle -\nabla \times \mathbf {E} ={\frac {\partial \mathbf {B} }{\partial t}}+\mathbf {j} _{m}}                                                                                                 | {\displaystyle -\nabla \times \mathbf {E} ={\frac {\partial \mathbf {B} }{\partial t}}+\mu _{0}\mathbf {j} _{m}}                                                                     |
| Ampère-törvény                | {\displaystyle \nabla \times \mathbf {B} =\mu _{0}\epsilon _{0}{\frac {\partial \mathbf {E} }{\partial t}}+\mu _{0}\mathbf {j} _{e}} | {\displaystyle \nabla \times \mathbf {B} =\mu _{0}\epsilon _{0}{\frac {\partial \mathbf {E} }{\partial t}}+\mu _{0}\mathbf {j} _{e}}                                                                     | {\displaystyle \nabla \times \mathbf {B} =\mu _{0}\epsilon _{0}{\frac {\partial \mathbf {E} }{\partial t}}+\mu _{0}\mathbf {j} _{e}}                                                 |
| Lorentz erő                   | {\displaystyle \mathbf {F} =q_{e}\left(\mathbf {E} +\mathbf {v} \times \mathbf {B} \right)}                                          | {\displaystyle \mathbf {F} =q_{e}\left(\mathbf {E} +\mathbf {v} \times \mathbf {B} \right)+} {\displaystyle +{\frac {q_{m}}{\mu _{0}}}\left(\mathbf {B} -\mathbf {v} \times (\mathbf {E} /c^{2})\right)} | {\displaystyle \mathbf {F} =q_{e}\left(\mathbf {E} +\mathbf {v} \times \mathbf {B} \right)+} {\displaystyle +q_{m}\left(\mathbf {B} -\mathbf {v} \times (\mathbf {E} /c^{2})\right)} |

## Külső hivatkozások
- [halott link]
- Jéki László: Továbbra sincsen mágneses monopólus – Origo, 2006. szeptember 18.
- Létrehoztak mágneses monopólust (Index, 2009-10-05)